# Данієле Лупо
Данієле Лупо (італ. Daniele Lupo, 6 травня 1991, Рим, Італія) — італійський пляжний волейболіст, срібний призер Олімпійських ігор 2016 року.

## Виступи на Олімпіадах
| Олімпіада           | Дисципліна       | Місце |
| ------------------- | ---------------- | ----- |
| Лондон 2012         | пляжний волейбол | 5     |
| Ріо-де-Жанейро 2016 | пляжний волейбол | 2     |

## Зовнішні посилання
- Данієле Лупо — олімпійська статистика на сайті Sports-Reference.com (англ.) (архівна версія)